# Ардуин Иврејски
Ардуин (итал. Arduino; око 955 – 14. децембра 1015) био је италијански племић, који је од 1002. године до 1014. године био краљ Италије.
Године 990. Ардуин постаје иврејски маркграф, а 991. године гроф Свете палате Латерана у Риму. Године 1002. након смрти цара Отона III, италијански племићи изабрали су га за краља Италије у базилици Сан Мишеле Мајоре у Павији, чиме је постао први не-Немац на италијанском престолу у 41 години. Ардуин се сматрао избором племства и противио се епископатима, али у почетку га је подржао милански надбискуп.
Међутим, у Немачкој је Хајнрих II Свети изабран да наследи Ота, а он је оспорио Ардуинове изборе у Италији. Године 1004. Хајнрих је напао Италију, победио Ардуина и био крунисан за краља у Павији. Убрзо се повукао у Немачку, а Ардуин је успео да потврди свој ауторитет барем на северозападу Италије у следећој деценији. Хајнрих је 1014. године поново напао Италију и у Риму је проглашен царем, у чему је Ардуин коначно био приморан да се одрекне своје круне. Умро је убрзо након тога у опатији Фрутуариа, окончавши независност Краљевине Италије од Немачке.
Студије о Ардуиновој владавини су спутане од многих због фалсификованих диплома у његово име. Због тога су старије стипендије претерале његов значај након Хајнрихеве прве експедиције 1004. године, али сада је јасно да је Ардуинова сфера утицаја била ограничена на мали део Италије након тога. Имао је, међутим, сталну подршку у Павији. 

## Позадина
Ардуин је рођен око 955. године у Помбији током периода у којем је Краљевина Италија се борила да одржи своју независност од амбиција Светог римског царства. Италију је 961. године освојио цар Отон I, а италијански краљ Беренгар Иврејски је свргнут. Ардуин, Беренгаров нећак, био је тек дечак кад се то догодило. Иако Отон уједињује круне Италије и Немачке, ово није избрисало утицај Беренгарове Анскаридове династије у северној Италији, с обзиром да је Беренгаров трећи син, Конрад, наследио титулу иврејског маркгрофа.
У наредним годинама, политичку ситуацију у Северној Италији обележила је борба између бискупа (који су у то време били високи племићи које је сам цар именовао да управљају највећим фефама и који су тако дуговали богатство свом личном односу с њим) и малолетних племића, чији су једини извор средстава били мали, сеоски фефети и којима је претио експанзионизам бискупа.